# Visual Kei
Visual Kei (japanski: ヴィジュアル系, Hepburn: Vijuaru Kei, doslovno. "Vizualni stil" ili "Vizualni sistem") je pokret među japanskim glazbenicima,kojeg karakterizira varirajuća uporaba šminke, detaljno stilizirane frizure i kitnjasti kostimi, koje ponekad prati i dvospolna estetika, slično zapadnom glam rocku.
Neki zapadni izvori smatraju visual kei glazbenim žanrom, čiji je zvuk sličan onome glam rocka, punk rocka i heavy metala. Ipak, visual kei primjenjuje se u raznim žanrovima, pa čak i onima koji nemaju prevelike veze s rock glazbom, kao što su elektronička glazba i pop glazba, itd. Drugi izvori, koji uključuju i same sudionike pokreta, smatraju da visual kei nije glazbeni žanr već sloboda izražavanja, mode i samog sudjelovanja u supkulturi.

## Galerija
- Rock sastav Malice Mizer
- Cosplayeri visual keija

### Ostali projekti
|  | Zajednički poslužitelj ima stranicu o temi Visual Kei    |
|  | Zajednički poslužitelj ima još gradiva o temi Visual Kei |